# アトランティック・エンプレス
アトランティック・エンプレス (Atlantic Empress) は原油タンカー。1979年に別のタンカーと衝突し石油流出事故を起こした。

## 概要
1974年4月にデンマークのオーデンセ・スチール造船所で竣工した。船主はSouth Gulf Sg Co Ltd.で、船籍はリベリアである。

## 衝突事故
1979年7月19日、アラブ首長国連邦からアメリカのテキサスへ向けて原油を輸送中、カリブ海トバゴ島沖45kmの海上でタンカー「エーゲアン・キャプテン（Aegean Captain）」（210,257重量トン）と衝突。
両船から大量の原油が流出し炎上、本船乗員29名が死亡した。
トリニダード・トバゴの沿岸警備隊が出動し、「エーゲアン・キャプテン」に乗船して同船乗員と共に消火作業を行い、曳船を用いて両船を引き離した。
その後「エーゲアン・キャプテン」は鎮火したが、本船は21日に外洋に曳航後も爆発・炎上を繰り返し、8月2日に沈没した。
本船は28万7千トンの原油を流出したが、原油は海岸へは到達せず、海岸の汚染はなかった。